# Кленшан сир Орн
Кленшан сир Орн (фр. Clinchamps-sur-Orne) насеље је и општина у северној Француској у региону Доња Нормандија, у департману Калвадос која припада префектури Кан.
По подацима из 2011. године у општини је живело 1098 становника, а густина насељености је износила 172,37 становника/km². Општина се простире на површини од 6,37 km². Налази се на средњој надморској висини од 80 метара (максималној 98 m, а минималној 6 m).

## Демографија
| 1962. | 1968. | 1975. | 1982. | 1990. | 1999. | 2011. |
| ----- | ----- | ----- | ----- | ----- | ----- | ----- |
| 493   | 532   | 523   | 618   | 804   | 969   | 1.098 |

График промене броја становника у току последњих година